# Граф де Шантелен
«Граф де Шантелен» (фр. Le Comte de Chanteleine) — историко-приключенческая повесть французского писателя Жюля Верна. Выходила с ноября по декабрь 1864 года в журнале «Musée des familles». Впервые на русском языке издана в 1865 году.

## Сюжет
1793 год. Великая французская революция. Верный королю бретонец Умбер де Шантелен вместе со своим слугой Кернаном выступает против якобинцев во время Вандейского мятежа. Здесь де Шантелен узнаёт, что его бывший слуга Карваль стал ярым сторонником революции. В отсутствие хозяина он организовал кровавую резню в его замке. Шевалье Анри де Треголан не успевает спасти от смерти свою сестру, но ещё может выручить Мари, дочь графа.
Кернан и Анри де Треголан прячут Мари в рыбацкой хижине в деревушке Дуарнене. Карваль вторгается в поселение и может схватить графа во время бракосочетания Мари и шевалье. Верный Кернан похищает Карваля и убивает его.
Графу Шантелену удалось избежать гильотины благодаря перевороту 9 термидора и перебраться с близкими в Англию, где состоялась свадьба Анри де Треголана и Мари. «Как только все эмигранты получили возможность вернуться на родину, граф одним из первых воспользовался этим. Он возвратился в поместье Шантелен вместе с дочерью, Анри и бравым Кернаном. Здесь они зажили в счастии и спокойствии. Граф стал священником в маленьком приходе, предпочитая этот скромный сан высоким титулам, которые ему предлагали».

## История создания и публикации
Рассказ впервые появился в журнале «Musée des familles» под названием «Граф де Шантелен. Эпизод времён революции» (фр. Le Comte de Chanteleine. Épisode de la révolution) с 16 иллюстрациями Морина, А. де Бара и Жана-Валентина Фульке (Morin, A. de Bar, Jean-Valentin Foulquier). Верн планировал включить повесть в сборник «Воспоминания о детстве и юности», но тот не вышел из печати, а издатель Этцель более не переиздавал повесть. Спустя много лет, в 1978 году она появилась под названием «Граф де Шантелен. Эпизод времён революции» в 49 томе «Полного собрания романов» (фр. L’Étonnante aventure de la mission Barsac, Oeuvres Romancées complètes, vol. 49).
Прототипом главного героя стал лейтенант Пьер-Сюзан Люка де Ла-Шампьонер, участник событий Вандейского мятежа. Верн общался с его детьми в Брене, близ Нанта и мог ознакомиться с его мемуарами до официального их обнародования в 1904 году.

### На русском языке
Повесть издана впервые на русском языке в журнале «Детское чтение» в первых трёх номерах 1865 года. Вновь повесть в России издана лишь спустя много лет:
- «Граф де Шантелен» (1999) в переводе И. И. Ковалевской[1];
- «Граф де Шантелен» (2018) в переводе А. Москвина[6].